# Peter Heilbut
Peter Heilbut (* 13. April 1920 in Sonneberg; † 24. Juni 2005 in Hamburg) war ein deutscher Musikpädagoge, Komponist und Pianist.

## Leben
Peters Vater Kurt Heilbut stammte aus einer jüdischen Familie und war Schriftleiter einer SPD-Zeitung; die Mutter hieß Clara Heilbut geb. Gideon.
Peter Heilbut überlebte das KZ Sachsenhausen und studierte ab 1945 in Hamburg Musik. 1952, nach seinem erfolgreichen Studienabschluss, wurde Heilbut als Klavierpädagoge an der Staatlichen Jugendmusikschule Hamburg angestellt; dieser Aufgabe widmete er sich bis zu seinem Ruhestand 1985. 1975 bis 1990 lehrte er zudem als Professor für Musikpädagogik an der Hochschule für Musik in Hamburg.
Als Pädagoge veröffentlichte Peter Heilbut zahlreiche Schriften zur Klavierpädagogik, mehrere Instrumentalschulen und zahlreiche instruktive Sammlungen historischer und zeitgenössischer Kompositionen, die die Musikpädagogik im deutschsprachigen Raum nach 1945 nachhaltig beeinflussten. Auch der Schwerpunkt seiner kompositorischen Tätigkeit lag im Bereich pädagogischer Literatur. Viele seiner Publikationen wurden in die Lehrpläne europäischer Musikschulen aufgenommen.
Peter Heilbut gilt als Erfinder des so genannten Partnerklaviers, das er in Zusammenarbeit mit dem Musikpädagogen Kurt H. Schall und der Pianofirma Schimmel (Braunschweig) entwickelte. Unterstützt und gefördert wurde das Projekt durch das Bundesministerium für Bildung und Forschung. Dieses Klavier verfügte über 2 × 4 Oktaven. Im Klavier-Anfangsunterricht konnte das Partnerklavier also zwei Instrumente (Klavier) ersetzen. Musikschulen konnten somit zwar Platz und Geld sparen, es setzte sich jedoch am Markt nicht durch.
Peter Heilbut war Gründungs- und Ehrenmitglied der European Piano Teachers Association (EPTA), Sektion Deutschland, außerdem Mitglied des Internationalen Arbeitskreises für Musik (IAM) und weiterer internationaler Organisationen.
Heilbut wurde in der Familiengrabstätte auf dem Friedhof Ohlsdorf beigesetzt. Sie liegt im Planquadrat V 20 östlich von Kapelle 2.

## Ehrungen
- 1998 – Medaille für Wissenschaft und Kunst der Stadt Hamburg

## Klavierpädagogische Werke
- Norwegische Suite für Klavier. Heinrichshofen, Wilhelmshaven 1951.
- Die Liederfibel. Klavierschule für Kinder. Hug, Zürich 1961.
- Klavierunterricht mit Gruppen. Versuch einer methodischen Anleitung. Heinrichshofen, Wilhelmshaven 1970.
- Spiel zu zweit. Klavierschule für den Gruppenunterricht. Heinrichshofen, Wilhelmshaven 1971 (Neufassung 1996).
- Leichte Spielstücke. 28-teilige Komponistenreihe mit Einführungstexten. Hug, Zürich 1971–1997.
- Improvisieren im Klavierunterricht. Wege zum aktiven Hören. Heinrichshofen, Wilhelmshaven 1976.
- Spaß am Klavierspielen. Schule für Kinder aus Grundkursen und Früherziehungskursen. 141  Lernschritte mit vielen Liedern und Spielstücken. Bärenreiter, Kassel 1977.
- Komponierbuch für junge Klavierspieler, Heinrichshofen, Wilhelmshaven 1978.
- Du und ich an zwei Klavieren. Heinrichshofen, Wilhelmshaven 1993.
- Klavier spielen. Früh-Instrumentalunterricht. Ein pädagogisches Handbuch für die Praxis. Schott, Mainz 1993, ISBN 3-7957-0262-3.
- Just play it. Fünf Mini-Suiten für Klavier. Bärenreiter, Kassel 2001.
- Vier kleine Suiten für Klavier zu vier Händen. Heinrichshofen, Wilhelmshaven 2005.

## Autobiografie
In seinen letzten Lebensjahren hat Peter Heilbut einen Lebensbericht 1933–45 verfasst. Auszüge daraus wurden in zwei Texten veröffentlicht:
- Ins Leben gelaufen. Als Sachsenhausen-Häftling auf dem Todesmarsch April/Mai 1945 (Hamburg 2005).
- Meilensteine. Gestapohaft in Dresden, KZ Sachsenhausen, Todesmarsch (1943–1945). Metropol Verlag, Berlin 2012, ISBN 978-3-86331-057-8.